# STS-61-L
STS-61-L, voluit Space Transportation System-L, was een oorspronkelijke space shuttle missie voor de ontwikkeling van de satellieten ,waar voor de Atlantis nodig was. maar werd geannuleerd om dat de Challenger verongelukte na de lancering op 28 januari 1986